# Семантична мрежа
Семантичната мрежа (на английски: Semantic Web) е нова концепция (за „мрежа от данни“) за развитието на World Wide Web и мрежата на интернет. Концепция за това всеки ресурс на „човешки език“ в интернет, да бъде снабден с описание понятно и за компютрите.

## Цел
Семантична мрежа — това е надстройка над съществуващата WWW, която има за цел да направи информацията в мрежата, по-понятна за компютрите. Почти цялата информация в интернет е в текстов формат. В същото време прогресът в областта на обработката на човешките езици (Natural Language Processing, NLP) е бавен. Компютрите не могат да възприемат словесната информация разпространена в интернет. Тогава се появява въпроса – как да накараме компютрите да възприемат смисълът на информацията и да го използват? Това е и целта на концепцията за семантичната мрежа. Думата „семантична“ в дадения случай означава осмислена, понятна.

## Основната идея
Компютрите имат слабо участие в обработката на информацията в интернет. Функциите им се свеждат основно в съхранение и търсене на информацията. В същото време оценката, класификацията и значението и се определя от човека. Ако компютрите не могат да разбират човешкият език, тогава е нужно да се създаде език понятен за компютрите. В идеалния случай цялата информация в интернет трябва да се съдържа в два варианта:
- на човешки език – за човека
- на компютърен език – за компютрите

## Реализация
За създаване на разбираем от компютрите език, се използва форматът RDF (Resource Description Framework), който е на основа на синтаксиса на XML и използва идентификатори URI за обозначение на ресурсите. RDF — това е система за описание на мрежовите ресурси, понятна за компютъра. Форматът RDF е предназначен за съхранение на метаданните (метаданни – това са данни за данните). RDF не е предназначен за четене от човек. В днешни дни форматът получава широко разпространение.
- RDFS (RDF Schema) – това е важна надстройка над RDF, позволяваща създаване на класове и свойства.

- Друга важна концепция на семантичната мрежа е езикът OWL (Web Ontology Language). Построен е на основата на RDF и RDFS. Притежава, три степени на „детайлизация“ (нова дума в компютърните технологии).

- SPARQL (Protocol And RDF Query Language) – нов език за бърз достъп към данните на RDF.

- XML Schema Това е първия одобрен схеманичен език, използващ XML

## Плюсове и минуси
- Положителната страна на концепцията за семантична мрежа е очевидна. Тя дава достъп до точно структурирана информация за всякакви приложения, независимо от платформа и език на програмиране. Програмите могат сами да намират нужните им ресурси, да обработват информацията да обобщават данните и изваждат логическите връзки от тях. При широко разпространение на семантичната мрежа, тя може да доведе до революция в интернет.

- Основният минус е сложността на внедряване. Форматът RDF е разработен от хора с академично образование, и не е предназначен за ползване от обикновения потребител. Голяма част от програмистите и разработчиците на web страници трудно усвояват RDF и OWL. Има съществена липса на помощни програми за улеснение работата с RDF.

## Перспективи
Мнозина поставят под съмнение успеха на проекта за семантична мрежа, но скептиците постоянно намаляват. В много големи компании започва внедряване на концепцията. Освен това семантичната мрежа активно се внедрява в проекти с отворен код (open source).